# Askidiosperma capitatum
Askidiosperma capitatum là một loài thực vật có hoa trong họ Restionaceae. Loài này được Steud. mô tả khoa học đầu tiên năm 1850.